# Palais des sports d'Anvers
 (août 2025).
Si vous disposez d'ouvrages ou d'articles de référence ou si vous connaissez des sites web de qualité traitant du thème abordé ici, merci de compléter l'article en donnant les références utiles à sa vérifiabilité et en les liant à la section « Notes et références ».
Pour les articles homonymes, voir Palais des sports.
Le palais des sports d'Anvers (pouvant être abrégé en Palais des Sports ; en néerlandais : Antwerps Sportpaleis) est une salle de spectacle multifonctionnelle belge située à Anvers dans le district de Merksem, dans lequel sont organisées différentes activités telles que des concerts, tournois sportifs, fêtes ou encore des bourses, pour des jauges allant jusqu'à 23 001 places.
Le bâtiment a été créé initialement pour des tournois sportifs mais sa grande superficie le rend intéressant pour d'autres activités. Il a par exemple accueilli entre 2001 et 2008 le tournoi féminin de tennis d'Anvers.
En 2010, le toit vert a été remplacé par un nouveau toit bleu écologique, ce qui a grandement changé l'apparence du bâtiment. Au cours des mois d'été 2011, 2012 et 2013, une série de rénovations a été effectuée et la salle peut désormais accueillir 23 359 personnes. Il s'agit de la plus grande salle de concert en Belgique.

## Historique

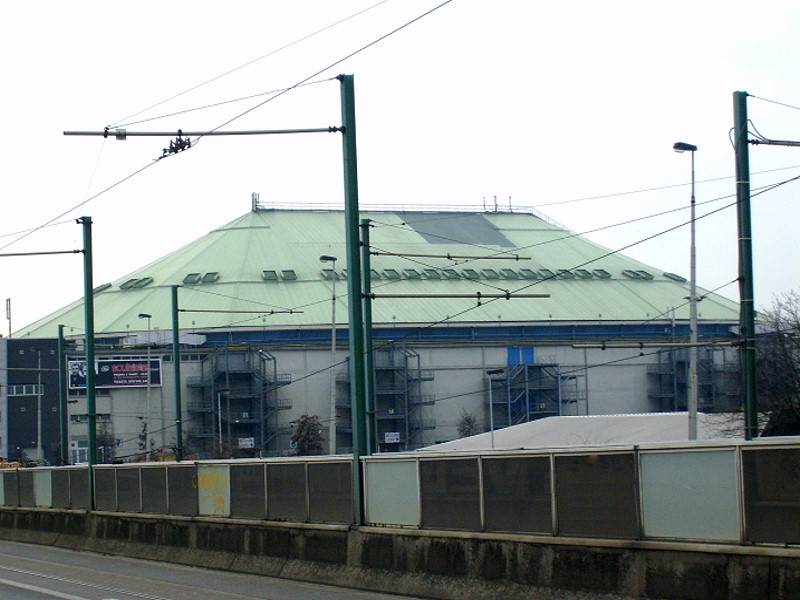
Le Palais des Sports en 2009, avant sa réhabilitation.

## Évènements

### Musique
- Les événements Global Hardcore Nation, export du Thunderdome néerlandais en Belgique, en 1996 et 1997, dont « Global Hardcore Nation »[3].
- The Rolling Stones, European Tour 1973, 15 octobre 1973.
- Zucchero, Blue Sugar World tour 1999, 17 dates (du 30 octobre au 10 novembre et du 25 novembre au 5 décembre 1999).
- U2, Elevation Tour, les 5 et 6 août 2001.
- Lenny Kravitz, qui y a joué quatre fois (2002, 2009, 2011 et 2014).
- Ozzy Osbourne, Tool et System of a Down, l'Ozzfest, le 23 mai 2002.

- Metallica, Madly in Anger With the World, le 17 décembre 2003.
- L'évènement hard dance Reverze, 2006-2015.
- Céline Dion, Taking Chances World Tour, les 13, 14 et 16 mai 2008.

- Metallica, World Magnetic, le 5 mars 2009, avec Machine Head et The Sword.
- Britney Spears, The Circus Starring: Britney Spears, le 9 juillet 2009.
- Britney Spears, Femme Fatale Tour, le 8 octobre 2011.

- Rammstein, trois fois. La première le 2 novembre 2004 avec Exilia, la deuxième le 10 décembre 2009 avec Combichrist, et la troisième le 8 mars 2012, lors de la tournée Made in Germany, avec Deathstars.
- Coldplay, Twisted Logic Tour, le 30 novembre 2005, le 4 octobre 2008, et le 18 décembre 2011.
- Kanye West et Jay-Z, Watch the Throne Tour, le 3 juin 2012
- Lady Gaga, The Born This Way Ball, les 29 et 30 septembre 2012, Artrave : The Artpop Ball, le 23 septembre 2014.
- Within Temptation, Elements Tour, le 13 novembre 2012.
- Swedish House Mafia, One Last Tour, le 1er décembre 2012

- Muse, The 2nd Law Tour, 18 décembre 2012
- Justin Bieber, Believe Tour, les 10 et 11 avril 2013.
- One Direction, Take Me Home Tour , le 1er mai 2013.
- Rihanna, Diamonds World Tour, les 5 et 6 juin 2013.
- Céline Dion, Sans Attendre Tour, les 21 et 22 novembre 2013.
- Bringing Home The Madness de Dimitri Vegas & Like Mike (chaque fin décembre de 2013 à 2017).
- Depeche Mode, concert, le 25 janvier 2014.

- Avicii, concert, le 13 février 2014.
- Beyoncé, The Mrs. Carter Show World Tour, les 20 et 21 mars 2014.
- Miley Cyrus, Bangerz Tour, juin 2014.
- L'événement hard dance Bassleader, le 1er novembre 2014.
- Armin van Buuren, Armin Only: Intense, le 22 novembre 2014.
- Le Seigneur des Anneaux en ciné-concert, le 27 décembre 2014.
- Katy Perry, lors de sa tournée Prismatic World Tour, le 4 mars 2015.
- L'évènement dubstep drum and bass Rampage week-end, le 14 mars 2015.
- Fleetwood Mac, On with the Show, le 6 juin 2015.
- U2, Innocence + Experience Tour, les 13 et 14 octobre 2015.
- Violetta Live Tour, le 18 octobre 2015.
- Madonna, Rebel Heart Tour, le 28 novembre 2015.
- Ariana Grande, The Honeymoon Tour, le 12 juin 2015.
- 5 Seconds of Summer, concert le 20 mai 2016.
- Céline Dion, les 20 et 21 juin 2016 pour sa tournée francophone.
- Justin Bieber, Purpose World Tour, les 5 et 6 octobre 2016.
- Ariana Grande aurait dû s'y produire le 28 mai 2017 dans le cadre de sa tournée Dangerous Woman Tour. Le concert est annulé en raison de l'attaque terroriste survenue à la fin de son concert à la Manchester Arena le 22 mai 2017.
- Lady Gaga, Joanne World Tour, le 22 janvier 2018.
- Imagine Dragons, EVOLVE World Tour, le 16 février 2018.
- Britney Spears, Piece of Me Tour, le 15 août 2018.
- Garden of Madness de Dimitri Vegas & Like Mike (chaque fin décembre de 2018 à 2023).
- Shawn Mendes, Shawn Mendes The Tour, le 3 mars 2019.
- Drake, The Assassination Vacation Tour, le 13 avril 2019.
- Backstreet Boys, DNA World Tour, le 22 mai 2019.
- Ariana Grande, Sweetener World Tour, le 30 août 2019.
- Little Mix, LM5 Tour, le 27 septembre 2019.
- Cher, Here We Go Again Tour, le 28 septembre 2019.
- Dua Lipa, Nostalgia Tour, le 6 et 7 mai 2022.
- Billie Eilish, Happier Than Ever, The World Tour, le 28 juin 2022.
- Iron Maiden, The Future Past World Tour, le 13 juillet 2023.
- Madonna, The Celebration Tour, les 21 et 22 octobre 2023.
- Olivia Rodrigo, Guts World Tour, le 22 mai 2024.
- Travis Scott, UTOPIA-Circus Maximus Tour, le 9 juillet 2024.
- Moby, Play25 tour célébrant les 25 ans de son album Play, le 12 novembre 2024. Video disponible gratuitement grâce à ARTE Concert[4]
- Tate McRae, Miss Possessive Tour, le 14 mai 2025.

### Sports
- Tournoi féminin de tennis d'Anvers ou « Proximus Diamond Games », annuel, entre 2002 et 2008.
- Championnats du monde de gymnastique artistique 2013, du 30 septembre au 6 octobre 2013.
- Championnat d'Europe de futsal 2014, du 28 janvier au 8 février 2014 ; événement coaccueilli par le Lotto Arena, également à Anvers.
- Final four de la Ligue des champions de basket-ball 2018-2019 du 3 au 5 mai 2019.

### Esport
- Counter-Strike: Global Offensive : PGL Major Antwerp 2022, du 9 mai au 22 mai 2022.